# 루비 (2020년 영화)
《루비》는 2020년에 개봉한 대한민국의 영화이다.

## 캐스팅
- 박지연 : 서연 역
- 손은지 : 은지 역
- 김동석 : 수오 역
- 최영열 : 마술사 역
- 서민성 : 부장 역
- 이현호 : 과학자 역
- 김용선 : 서연엄마 역
- 신재철 : 대학선배 역
- 김예은 : 무대단역배우 1 역
- 정순옥 : 무대단역배우 2 역
- 백재아 : 무대단역배우 3 역
- 이대한 : 무대단역배우 4 역
- 김시우 : 어린 수영 역
- 강신형 : 극장관객 1 역
- 구교민 : 극장관객 2 역
- 서인권 : 극장관객 3 역
- 윤영인 : 극장관객 4 역
- 정승환 : 극장관객 5 역
- 김민정 : 극장관객 6 역
- 임한별 : 극장관객 7 역
- 엄예솔 : 극장관객 8 역
- 박지은 : 극장관객 9 역
- 양문수 : 극장관객 10 역
- 임재혁 : 극장촬영감독 1 역
- 김영준 : 극장촬영감독 2 / 스튜디오촬영감독 역
- 윤대성 : 방송국스텝 1 역
- 국재민 : 방송국스텝 2 역
- 이연빈 : 방송국스텝 3 역
- 김여경 : 방송국스텝 4 역
- 이성재 : 방송국스텝 5 역
- 임도후 : 방송국스텝 6 역
- 김다올 : 방송국스텝 7 역
- 황상원 : 미술무대관객 1 역
- 이지은 : 미술무대관객 2 역
- 김지은 : 미술무대관객 3 역
- 임명현 : 남자 아나운서 역
- 이윤이 : ARS 음성 / 아이엄마 역

## 수상 목록
- 2019년 제24회 부산국제영화제 한국영화의 오늘 - 비전